# Hubersent
Hubersent település Franciaországban, Pas-de-Calais megyében. Lakosainak száma 267 fő (2022. január 1.). Hubersent Lacres, Parenty, Tingry, Bernieulles, Beussent, Cormont és Frencq községekkel határos.

## Népesség
A település népességének változása:
| Lakosok száma | 250  | 261  | 273  | 269  | 269  | 272  | 270  | 269  | 267  |
|               | 2013 | 2015 | 2016 | 2017 | 2018 | 2019 | 2020 | 2021 | 2022 |